# پلی‌اتر اتر کتون

ساختار شیمیایی پلی اتراتراکتون

پلی‌اتر اتر کتون (Polyether ether ketone) یا پیک (PEEK) بسپاری حلقوی و نیمه‌بلوری است.
این بسپار از مقاومت بسیار بالایی در گرما (تا ۲۶۰c) بر خوردار است. استحکام مکانیکی، مقاومت خمشی، استحکام پیچشی، مقاومت بالا در برابر عوامل شیمیایی و الکتریسیته و همچنین چقرمگی وسفتی بالا از خواص ویژه آن است.

## سنتز
پلیمرهای PEEK توسط پلیمریزاسیون مرحله ای بوسیله دی آلیکیه کردن نمک‌های بیسفنولات به دست می‌آیند. واکنش ۴٬۴'-دی فلوروبنزوفنون با نمک دی سدیم هیدروکینون، که در محل توسط پروتون زدایی با کربنات سدیم تولید می‌شود، معمول است. این واکنش در دمای حدود ۳۰۰ درجه سانتیگراد  و در حلال‌های آپروتیک قطبی مانند دی فنیل سولفون انجام می‌شود[۳] [۴].

## خواص
PEEK یک گرمانرم نیمه رسانا با خواص مقاومت مکانیکی و شیمیایی عالی است که به دمای بالا حفظ می‌شود. شرایط فرایندی مورد استفاده برای قالب سازی PEEK می‌تواند بر بلوری بودن و از این رو خواص مکانیکی تأثیر بگذارد. مدول یانگ آنGPa 3.6 است و استحکام کششی آن ۹۰ تا ۱۰۰ مگاپاسکال است[5]. PEEK دارای دمای انتقال شیشه ای حدود ۱۴۳ درجه سانتی گراد (۲۸۹ درجه فارنهایت) است و حدود ۳۴۳ درجه سانتیگراد (۶۶۲ درجه فارنهایت) ذوب می‌شود. برخی از نمرات دمای عملیاتی مفید تا ۲۵۰ درجه سانتیگراد (۴۸۲ درجه فارنهایت). هدایت حرارتی تقریباً به صورت خطی با دمای بین دمای اتاق و دمای جامد افزایش می‌یابد [۶]. این بسیار مقاوم در برابر تضعیف حرارتی است[۷]، و نیز در برابر محیط زیست آلی و آبی نیز مورد حمله قرار می‌گیرد. این توسط هالوژن‌ها و اسیدهای قوی برونستد و لوئیس، و همچنین برخی از ترکیبات هالوژنی شده و هیدروکربن‌های آلیفاتیک در دماهای بالا مورد حمله قرار می‌گیرند. این محلول در اسید سولفوریک غلیظ محلول در دمای اتاق است، اگر چه انحلال می‌تواند زمان زیادی طول بکشد، مگر اینکه پلیمر در یک فرم با نسبت سطح بالا به حجم به عنوان یک پودر خوب یا فیلم نازک باشد. دارای مقاومت بالا در برابر تجزیه زیستی است.

## کاربردها
از آنجا که از قابلیت های بالا برخوردار و مورد اطمینان می باشد،  از PEEK برای ساخت قطعات کاربردی، از جمله یاتاقان‌ها، قطعات پیستونی، پمپ‌ها، ستون‌های کروماتوگرافی مایع با کارایی بالا، سوپاپ‌های کمپرسور و الکتریکی استفاده می شود. این یکی از معدود پلاستیک‌های فوق العاده سازگار با برنامه‌های کاربردی خلاء  است. PEEK  همچنین به عنوان یک ماده بیولوژیکی پیشرفته در ایمپلنت‌های پزشکی مورد استفاده قرار می‌گیرد، برای مثال، با استفاده از تصویربرداری رزونانس مغناطیسی با وضوح بالا (MRI)، و اندازه گیری دقیق از PEEK برای ساخت جمجمه جایگزین و پروتز مصنوعی در برنامه‌های جراحی اعصاب استفاده می‌شود.
استفاده از PEEK در حال افزایش است و در دستگاه‌های همجوشی ستون فقرات و میله‌های تقویت کننده، و نیز در صنایع هوا فضا، خودرو و صنایع شیمیایی به‌طورگسترده استفاده می‌شود[۸]. مهر و موم PEEK و منیفولد معمولاً در برنامه‌های کاربردی مایع استفاده می‌شود. PEEK همچنین در برنامه‌هایی که نیازمند کاربرد در درجه حرارت ثابت است:(تا ۵۰۰ درجه فارنهایت / ۲۶۰ درجه سانتیگراد) معمول است.[۹]. از آنجا که این بسپار دارای هدایت حرارتی کم است، در چاپ FFF برای جدا کردن گرما از بخش انتهای گرم از سرد نیز استفاده می‌شود.

## گزینه‌های فرایندی
PEEK در دمای نسبتاً بالا (۳۴۳ درجه سانتی گراد / ۶۴۹٫۴ درجه فارنهایت) در مقایسه با اکثر ترموپلاستیکهای دیگر ذوب می‌شود. در محدوده دمای ذوب آن می‌توان با استفاده از روش‌های قالب‌گیری تزریقی یا اکستروژن آن را پردازش کرد. از لحاظ فنی امکان پردازش PEEK دانه ای به شکل رشته و قطعات چاپ 3D از مواد رشته با استفاده از مدل‌سازی پوشش رسوب - FDM (یا ساخت فیبر نوردی - FFF) امکان‌پذیر است[۱۰] [۱۱]. رشته‌های ساخته شده از  PEEK برای تولید دستگاه‌های پزشکی تا کلاس IIa نشان داده شده‌است[۱۲]. با استفاده از این رشته‌های جدید، می‌توان از روش FFF برای برنامه‌های کاربردی پزشکی مختلف مانند ساخت پروتزها استفاده کرد.
در حالت جامد نیز PEEK به راحتی ماشینکاری می‌شود، به عنوان مثال، توسط (CNC) دستگاه فرز کاری گردیده و معمولاً برای تولید قطعات با کیفیت بالا از پلاستیک که مقاوم به حرارت و عایق باشند مناسب است زیرا دارای هر دو ویژگی مطلوب الکتریکی و حرارتی است. نمونه‌های PEEK پرشده نیز می‌تواند توسط ماشین‌های CNC ساخته شوند، اما باید به‌طور مرتب برای کنترل تنش‌ها در مواد مورد استفاده قرار گیرد.
PEEK یک پلیمر با کارایی بالا محسوب می‌شود، به عبارت دیگر، قیمت بالای آن، استفاده از آن را تنها به کاربرانی که خواستار آن هستند، محدود می‌کند.

## PEEK شکل حافظه در کاربردهای بیومکانیک
PEEK به‌طور سنتی پلیمر شکل حافظه نیست؛ با این حال، پیشرفت‌های اخیر در فرایند اجازه رفتار شکل حافظه‌دار  PEEK با فعال سازی مکانیکی است. این تکنولوژی به کاربردهای جراحی ارتوپدی گسترش یافته‌است[۱۳].